# Rhea Chakraborty
Rhea Chakraborty (nacida el 1 de julio de 1992) es una actriz india y VJ. Comenzó su carrera como VJ en MTV India. Hizo su debut actoral con la película en telugu del 2012 Tuneega Tuneega y luego apareció en la película hindi Mere Dad Ki Maruti (2013).

## Primeros años
Rhea Chakraborty nació en una familia bengalí [4] en Bangalore, Karnataka, India, el 1 de julio de 1992 [5]. Su padre era un oficial del ejército indio. [6] Hizo sus estudios en la Escuela Pública del Ejército Ambala Cantt, Ambala. [7]

## Carrera
Rhea comenzó su carrera televisiva en 2009 con TVS Scooty Teen Diva de MTV India, donde fue la primera finalista. Más tarde, audicionó para ser VJ en MTV Delhi y fue seleccionada. Ha presentado varios programas de MTV, incluidos Pepsi MTV Wassup, TicTac College Beat y MTV Gone in 60 Seconds.
En 2012, hizo su debut cinematográfico con la película en telugu Tuneega Tuneega, donde interpretó al personaje Nidhi. En 2013 debutó en Bollywood con Mere Dad Ki Maruti como Jasleen. [4] En 2014 interpretó el personaje de Sonali en Sonali Cable. [8]
En 2017 apareció en Bank Chor de YRF. [9] También hizo cameos en Half Girlfriend y Dobaara: See Your Evil. [10] En 2018 apareció en Jalebi junto al debutante Varun Mitra. [11]

## Vida personal
Chakraborty conoció al actor de Bollywood Sushant Singh Rajput en una fiesta en abril de 2019, y la pareja comenzó a salir poco después. [12] Fundó una compañía de inteligencia artificial llamada Vividrage Rhealityx en asociación con su hermano Showik Shakraborty y Rajput en septiembre de 2019. [13] [14] La pareja se mudó a vivir juntos en diciembre de 2019. [12] El 14 de junio de 2020, Rajput se suicidó en su casa en Bandra, Mumbai, seis días después de que ella se mudara [15].

### Muerte de Sushant Singh Rajput
El 25 de julio, la familia de Rajput presentó un primer informe de información (FIR) a la policía de Patna, donde vive su padre, alegando que Rhea, Indrajit Chakraborty, Sandhya Chakraborty, Shruti Modi, Showik Chakraborty y otros fueron cómplices de suicidio, inmovilización ilícita, confinamiento ilícito, hurto, abuso de confianza penal y trampas bajo las secciones 341, 342, 380, 406, 420, 306 y 120 (B) de la IPC. [16] El padre de Rajput, K.K. Singh, dijo en el FIR que Sushant le había confiado a su hermana que Chakraborty había amenazado con hacer públicos sus recibos médicos y demostrar que estaba loco; que Rajput temía que Chakraborty lo incriminara por el suicidio de su secretaria; y que antes de su día de suicidio, Chakraborty se llevó todos los recibos del médico [17]. El 6 de agosto, la Oficina Central de Investigaciones, la principal agencia investigadora del gobierno nacional indio, volvió a registrar la FIR de la policía de Patna acusando a Chakraborty ya otros de irregularidades, asumiendo así el caso [18]. El 7 de agosto, la Dirección de Ejecución (ED) interrogó a Rhea y su hermano, Showik Chakraborty, por denuncias de lavado de dinero [19]. El 19 de agosto, la Corte Suprema de la India permitió que la CBI se hiciera cargo de la investigación. [20] El 26 de agosto, la Oficina de Control de Narcóticos (NCB), la agencia nacional de represión de drogas de la India, registró una FIR contra Rhea, su hermano Showik y otras tres personas. El ED había solicitado a la NCB que se uniera a la investigación después de que su investigación financiera descubrió que se suministraron medicamentos a Rhea y Sushant. Específicamente, la FIR invocó secciones de la Ley de Estupefacientes y Sustancias Psicotrópicas de la India que tratan del cannabis. El abogado de Chakraborty dijo: "Rhea nunca ha consumido drogas en su vida. Está lista para un análisis de sangre en cualquier momento". [21]

### Cobertura mediática
El 27 de agosto de 2020, BBC News informó que, tras la muerte de Rajput, Chakraborty se había "encontrado en el centro de una cruel campaña de odio dirigida por algunos de los periodistas y trolls de redes sociales más destacados de la India". Sometida a chismes, insinuaciones y abusos misóginos, los presentadores de televisión conservadores la describieron como una mujer "manipuladora" que "realizó magia negra" y "llevó a Sushant al suicidio". Después de que un supuesto fanático de Rajput la amenazó en Instagram con violación y asesinato y la instó a "suicidarse, de lo contrario enviaré gente a matarte", Chakraborty buscó la ayuda de la policía de delitos informáticos. La abogada principal de la Corte Suprema, Meenakshi Arora, dijo a la BBC que gran parte de la prensa ya había declarado culpable a la actriz. "Ha sido ahorcada, extraída y descuartizada. Es un juicio completo por los medios". [22] Tres activistas, argumentando que el juicio por los medios representa "un riesgo real y sustancial de perjuicio para la adecuada administración de justicia", solicitaron al Tribunal Superior de Bombay que restringir los reportajes que pudieran obstaculizar la investigación de este caso debido a la sensacionalización. Los canales de noticias nombrados por haber llevado a cabo dichos ensayos de medios incluyen Times Now, Republic TV, Zee News, NDTV, News 18 e India Today. [23] El 28 de agosto, el Consejo de Prensa de India (PCI), el organismo de control autónomo de la prensa establecido por el parlamento, dijo que la cobertura del caso de Sushant Singh Rajput por parte de muchos medios de comunicación "viola las normas de conducta periodística". El PCI aconsejó a los medios de comunicación que no llevaran a cabo un "juicio paralelo" narrando la historia para inducir a la opinión pública a creer en la culpabilidad de alguien a quien el PCI llamó "la persona acusada". [24]